# 我就是这般女子
《我就是这般女子》（英語：A Girl Like Me），2021年中国大陆架空古装爱情剧。根据月下蝶影同名小说改编，由齐帅、李勇担任制片人，企鹅影视、谷元文创科技出品，陈伟祥、杨小波导演，关晓彤、侯明昊领衔主演，李宗霖、安泳畅、赵顺然、夏楠、姜昊旻联合主演，是一出融合了权谋与爱情的甜爽好戏。2020年1月在浙江橫店影視城开机，当月停工、3月复工，同年6月杀青。2021年1月18日在腾讯视频、WeTV、愛奇藝國際站首播 。

## 播出时间
| 频道         | 所在地                     | 播出日期      | 备注 |
| ------------ | -------------------------- | ------------- | ---- |
| 腾讯视频     | 中国大陆                   | 2021年1月18日 |      |
| WeTV         | 全球                       | 2021年1月18日 |      |
| 愛奇藝國際站 | 香港 越南 美国 加拿大 臺灣 | 2021年1月18日 |      |

## 剧情
班婳（关晓彤 饰）是个嚣张跋扈、被退婚三次的魔系富家女，容瑕（侯明昊 饰）是个才貌冠绝天下、身怀秘密的大业第一君子。他们各自被对方的外表吸引，也各怀目的接近对方。在加深了解后，互生更多情愫，展开一段潇洒追爱的甜蜜故事。

## 演员列表

### 主要角色
| 演員   | 角色 | 介紹 | 配音演員 |
| 关晓彤 | 班婳 | 鄉君→郡君→福樂郡主→长乐公主（大業第一貴女） 静亭侯班家長女，大長公主的嫡親孫女，是一個外向、爽直潑辣、善良、心思細膩的女子，以及莫名其妙被退婚三次的魔系富家女；喜歡時尚設計、妝扮；有着通過夢境預知未來的能力；對容瑕一見傾心。後臨危受命，成為大將軍出征平亂，最終與容瑕喜結連理。           | 张予佟   |
| 侯明昊 | 容瑕 | 成安伯→容相国（大業第一君子） 京城无双的贵公子，书画双绝；貌勝潘安、外表温文尔雅，但内心腹黑、野心勃勃，絕世而獨立。为了揭开当年的灭门之谜，潜心在朝中寻找自己身世的真相，机缘巧合下偶遇班婳，并爱上她。曾为了救班婳，假意辅佐二皇子。后成为班婳的军师推翻二皇子，帮助太子重新上位，封为相国。 | 钱文青   |

### 靜亭侯府
| 演員   | 角色   | 介紹                                                                    | 配音演員 |
| 王建新 | 班淮   | 靜亭侯（大業第一纨绔） 班嫿的父親，很聽陰氏的話，是個不折不扣的妻管嚴。 | 杨默     |
| 楊明娜 | 陰氏   | 班嫿的母親。                                                            | 李金艳   |
| 李宗霖 | 班恒   | 班婳的弟弟、大業第一吃貨，最终娶得谢婉瑜。                              | 孙郎朗   |
| 呂釗   | 軟綿綿 | 班嫿的侍女。                                                            | 王妮     |
| 胡允恩 | 硬邦邦 | 班嫿的侍女。                                                            | 原音     |

### 成安伯府
| 演員   | 角色   | 介紹                                           | 配音演員 |
| 李天恩 | 王曲   | 容府幕僚。                                     | 原音     |
| 吳宇恒 | 杜九   | 容瑕的貼身侍衛，不知不觉情系班婳的侍女软绵绵。 | 李昕     |
| 梁金山 | 容管家 | 容府管家。石崇海雇杀手，将其伪装成被马车撞死。 | 原音     |

### 皇室成員
| 演員   | 角色     | 介紹 | 配音演員 |
| 常铖   | 雲慶帝   | 班婳的表伯父。 | 赵铭洲   |
| 曲翊宏 | 皇后     | 班婳的表婶母。 | 刘薇薇   |
| 唐群   | 大長公主 | 班老将军之妻，静亭侯班淮之母，雲慶帝的姑母，班婳、班恒的祖母。 | 张欣     |
| 宋涵宇 | 蔣璋     | 大业太子、班婳的大表哥。 | 原音     |
| 王軼玲 | 石素月   | 大业太子妃、班婳的大表嫂、石右相二孫女。 | 谢轶辉   |
| 姜昊旻 | 蔣洛     | 是心機深沉、紈絝的二皇子，也是班婳的二表哥。素与班婳不和，觊觎太子位。蔣洛垂涎石飞仙，為此冷淡皇上為其指定的妃子謝婉瑜。石飛仙利用蔣洛，而蔣洛還深情不改，並在爭權中落敗變成了瘋子。 | 原音     |
| 李則慧 | 安樂公主 | 是雲慶帝最寵愛的公主、班婳的表姐兼闺蜜。自小就喜歡班嫿耿直不做作的個性，兩人無話不說，情似親姊妹。                                                                                   | 郑言     |

### 忠平伯府
| 演員   | 角色   | 介紹                                                                                              | 配音演員 |
| 尹國華 | 謝成炎 | 忠平伯（大業第一摳門） 静亭侯班淮的竞争对手。两人一度于朝堂内外冲突不断、争吵不休，最终握手言和。 | 栾立胜   |
| 井璐   | 謝夫人 | 忠平伯之妻。                                                                                      | 原音     |
| 叶超   | 謝重錦 | 忠平伯謝家長子、二皇子一派、大業第一謀士。                                                        | 郭浩然   |
| 戰宇   | 謝啟臨 | 忠平伯謝家次子、班嫿第二任未婚夫。                                                                | 原音     |
| 安泳暢 | 謝婉瑜 | 忠平伯謝家幺女，石飞仙、李小如的闺蜜，大業第一廚娘。婚姻历经波折，最终嫁给班恒。                  | 聂曦映   |

### 严左相府
| 演員   | 角色   | 介紹                                                                         | 配音演員 |
| 朱忠进 | 严晖   | 严左相。                                                                     | 青琳昊   |
| 王丹   | 严夫人 | 严左相之妻。                                                                 | 林兰     |
| 刘龙佼 | 严甄   | 严左相独子、班婳的狂热追求者之一、大业第一妈宝，多次联合母亲对班婳以死相逼。 | 锦鲤     |

### 石右相府
| 演員   | 角色   | 介紹 | 配音演員 |
| 豐聲   | 石崇海 | 石右相。 | 刘琮     |
| 趙順然 | 石晋   | 大业第一武将 石右相石嚴的长孫。雖然很多人都覺得石晉古板無情，但班嫿認為他是個性情中人。喜歡班嫿，卻愛而不得，為了家族只能默默關注班嫿。         | 刘三木   |
| 夏楠   | 石飛仙 | 大業第一才女 石右相三孫女，頗有才情，爱慕容瑕。可是，容瑕喜歡班嫿，心繫朝堂。石飛仙被容瑕拒绝后，心有不甘；為了报复容瑕与班嫿，持续搞阴谋诡计。 | 徐佳琦   |

### 其他角色
| 演員   | 角色   | 介紹                                                                         | 配音演員 |
| 陈政阳 | 沈钰   | 进京赶考的寒门书生、石相的耳目、班婳的狂热追求者之一，也是班婳第三任未婚夫。 | 凌振赫   |
| 邵天   | 阿克齐 | 艾颇国王子、班婳的狂热追求者之一。后与班婳义结金兰，并移情班婳的侍女硬邦邦。 | 史泽鲲   |
| 梁咏妮 | 芸娘   | 青楼女子，曾是谢启临的情人。                                                 | 原音     |
| 于心妍 | 李小如 | 大業貴女，石飞仙、谢婉瑜的闺蜜，曾对沈钰有好感。                             | 刘妤姻子 |
| 林俊毅 | 周长萧 | 大业贵公子，班恒的朋友。                                                     | 张东     |
| 傅晓娜 | 常嬤嬤 | 大長公主的侍女。                                                             | 原音     |
| 孙宝   | 梅升观 | 朝廷官员，忠平伯谢成炎的党羽。                                               | 李楠     |

## 电视剧歌曲
（按：本剧原声带由大雨文化制作发行）
| 曲序 | 曲目             |                                            | 作曲                               | 演唱           |
| ---- | ---------------- | ------------------------------------------ | ---------------------------------- | -------------- |
| 1.   | 声声念（主題曲） | 黄子惠、刘良骏、闵捷、古伟豪               | 黄子惠、刘良骏、闵捷、古伟豪       | 胡夏、杨千嬅   |
| 2.   | 风花（插曲）     | 陈文靛、赵晔                               | 赵晔                               | 关晓彤、侯明昊 |
| 3.   | 心心念念（插曲） | 陈可心                                     | 熊汝霖                             | 杨千嬅         |
| 4.   | 醉清欢（插曲）   | 安震南                                     | 安震南                             | 关晓彤         |
| 5.   | 花信（片尾曲）   | 赵晶                                       | 杨晓磊Blues                        | 侯明昊         |
| 6.   | 执卦（插曲）     | 何洋                                       | 杨语荞                             | 赖美云         |
| 7.   | 畫卷（插曲）     | 孙策、丁继元、陈镜舟、高寅君、王雷、黄子惠 | 孙策、丁继元、陈镜舟、高寅君、王雷 | 戴景耀、楊晗   |
| 8.   | 如約（插曲）     | 陈可心                                     | 熊汝霖                             | 熊汝霖、吴琼   |
| 9.   | 醉清欢（片头曲） | 安震南                                     | 安震南                             | 吴琼           |